# 8696 Kjeriksson
8696 Kjeriksson är en asteroid i huvudbältet som upptäcktes den 17 mars 1993 i samband med det svenska projektet UESAC. Den fick den preliminära beteckningen 1993 FM16 och  namngavs senare efter föreståndaren för Uppsalaobservatoriet, Kjell Eriksson.
Den tillhör asteroidgruppen Hygiea.
Kjerikssons senaste periheliepassage skedde den 19 april 2020.